# Rio Trombudo
O rio Trombudo é um curso de água do estado de Santa Catarina, no Brasil.

## Topônimo
O topônimo Trombudo tem origem incerta. segundo uma vertente, o topônimo vem da grande quantidade de antas que existiam na região, sendo que as curvas do rio se assemelhavam à tromba dos animais ele acabou por receber tal nome. Outra vertente conta que durante a época de chuvas na serra costumava chover nas nascentes dos rios, fenômeno que acabava afunilando a água vale abaixo onde os moradores eram pegos de surpresa pela inesperada torrente de água, referida como "tromba d'água" de maneira coloquial pelos habitantes, assim, o rio procedente de tais "trombas" acabou levando o nome de Trombudo.

## Características
Nasce no município de Agrolândia, corre pelo mesmo no sentido sul-norte até o centro do município de Trombudo Central e então corre no sentido sudoeste-nordeste por Agronômica e deságua no rio Itajaí do Oeste na fronteira entre os municípios de Agronômica, Laurentino e Rio do Sul.